# John McCullough (Schriftsteller)
John McCullough (* 1978 in Watford) ist ein britischer Schriftsteller und Dichter.

## Wirken
John McCullough wurde 1978 in Watford geboren. Er studierte Anglistik sowie kreatives Schreiben an der University of East Anglia und promovierte an der University of Sussex in englischer Literatur. McCullough lebt in Hove, East Sussex, und unterrichtet an der University of Brighton sowie der Arvon Foundation und der Open University. Ein Großteil seiner Gedichte und Werke handelt von der Vitalität und den Wundern des zeitgenössischen Stadtlebens. Seinen Schreibstil bewerten Kritiker als humorvoll und flexibel, formal und kontrolliert, umgangssprachlich und intim, sinnlich und frech, erfrischend und belebend.
Sein erster Gedichtzyklus The Frost Fairs gewann im Jahr 2012 den Polari First Book Prize. Das Buch befasst sich mit der „Wissenschaft“ des Stadtlebens aus einer Reihe surrealer Blickwinkel und erforscht die Liebe in verschiedenen Formen, von modernen transatlantischen Beziehungen bis hin zu verborgenen schwulen und geschlechtsübergreifenden Leben aus der Vergangenheit. Die Poetry School, eine Kunst- und Wohltätigkeitsorganisation mit Lehrzentren für kreativen Schreibunterricht in ganz England, sowie die Zeitschriften The Independent und The Observer zeichneten das Werk als „Buch des Jahres 2012“ aus.
Im Jahr 2016 erschien seine zweite Gedichtsammlung: Spacecraft. Viele der Gedichte in dem Buch handeln von der LGBT-Szene in Brighton sowie seinem ersten Partner, mit dem er zwölf Jahre zusammenlebte und der an AIDS starb. The Guardian bezeichnete Spacecraft als „Best Books for Summer 2016“, in dem McCullough Form und Inhalt auf eine Weise vereint, die eine Vielseitigkeit von Sprache und Vorstellungskraft mit großer Wirkung zeigt, von lyrisch und gelehrt bis hin zu umgangssprachlich und lustig.
Als „urkomisch“, „erschütternd“, „sensationell“,  „surreal“, „fröhlich“, „politisch“, „hypermodern“ und „seltsam“ wurde sein dritter, im Mai 2019 erschienener Gedichtband Reckless Paper Birds beschrieben. Die Sammlung hält Erfahrungen neuzeitlich schwuler Männer fest und vereint aktuelle soziale Beobachtungen mit rohen Emotionen und scharfem Witz. Angefangen bei der Vogelwelt, Grindr und My Little Pony befasst sich das Buch auch mit sozialen Themen von Obdachlosigkeit bis Homophobie. Für Reckless Paper Birds erhielt John McCullough im Juli 2020 den aufgrund seiner Hürden und politischen Unabhängigkeit als äußerst prestigeträchtig geltenden Hawthornden-Preis.

## Werke (Auswahl)
- Unplugged at Café Atlantic, 2004
- The Frost Fairs, 2011
- Spacecraft, 2016
- Reckless Paper Birds, 2019